# Les Sept-Îles
Les Sept-Îles sind eine Inselgruppe im Géologie-Archipel vor der Küste des ostantarktischen Adélielands. Sie liegen westlich der Pétrel-Insel, von der sie durch den Chenal Ouest getrennt sind, in der Baie Pierre Lejay. Zu Gruppe gehört unter anderen die Île Fiorèse.
Französische Wissenschaftler benannten sie nach den Sept Îles in der Bretagne.